# Courbes
Courbes est une commune française située dans le département de l'Aisne en région Hauts-de-France.

## Géographie
Avec une population 31 habitants au dernier recensement de 2017, Courbes est la 9è commune la moins peuplée du département de l'Aisne.

### Hydrographie
La commune est située dans le bassin Seine-Normandie. Elle est drainée par la Serre et le cours d'eau 01 de la commune d'Aiguilcourt-le-Sart,,.
La Serre, d'une longueur de 96 km, prend sa source dans la commune de La Férée, à 265 m d'altitude, et se jette  dans l'Oise (rive gauche) à Danizy, à 52 m d'altitude, après avoir traversé 39 communes.

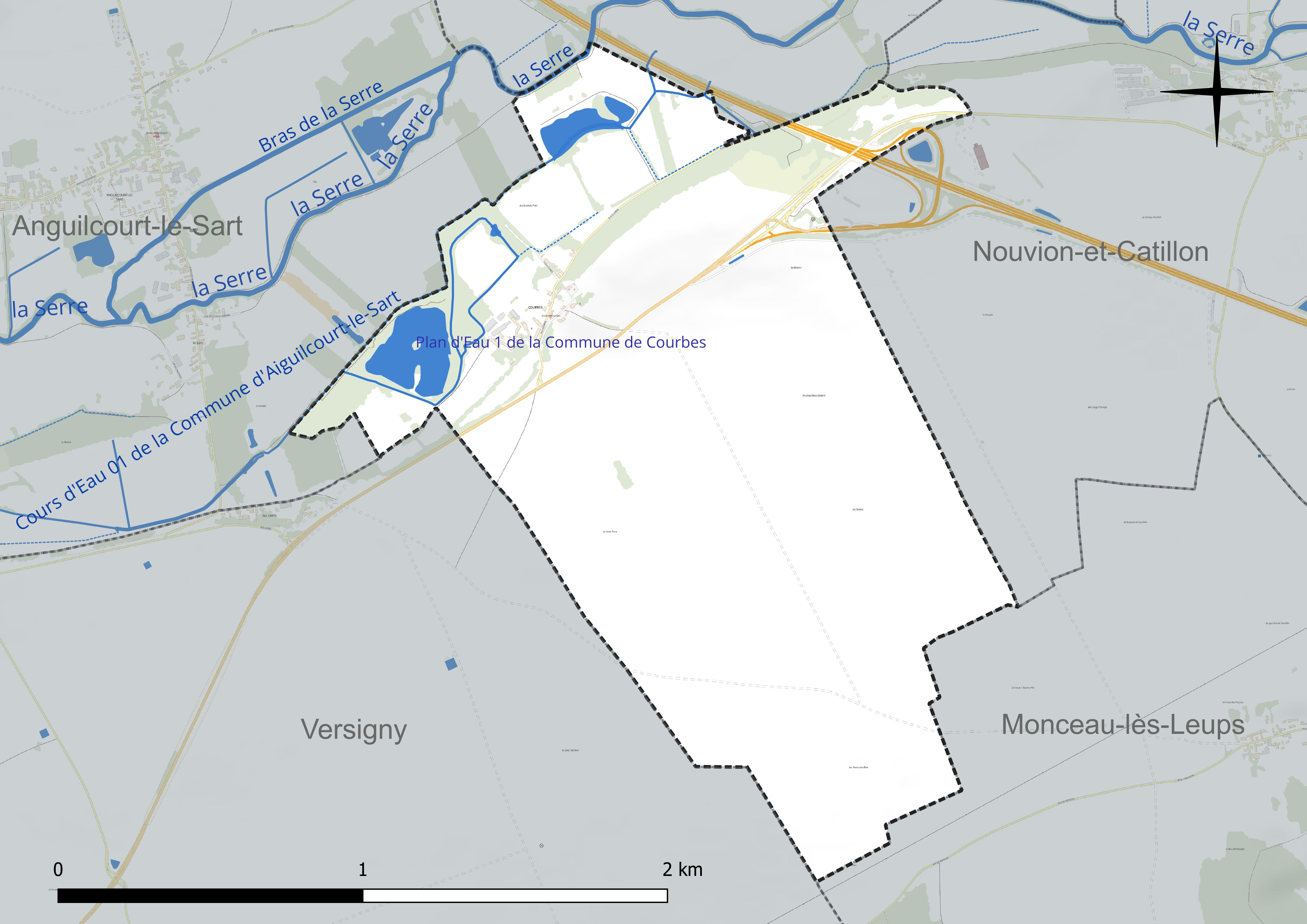
Réseau hydrographique de Courbes.

Un plan d'eau complète le réseau hydrographique : le plan d'eau 1 de la commune de Courbes (5,4 ha),.

### Climat
Pour des articles plus généraux, voir Climat des Hauts-de-France et Climat de l'Aisne.
En 2010, le climat de la commune est de type climat océanique dégradé des plaines du Centre et du Nord, selon une étude du CNRS s'appuyant sur une série de données couvrant la période 1971-2000. En 2020, Météo-France publie une typologie des climats de la France métropolitaine dans laquelle la commune est exposée à un climat océanique altéré et est dans la région climatique Nord-est du bassin Parisien, caractérisée par un ensoleillement médiocre, une pluviométrie moyenne régulièrement répartie au cours de l'année et un hiver froid (3 °C).
Pour la période 1971-2000, la température annuelle moyenne est de 10,4 °C, avec une amplitude thermique annuelle de 14,9 °C. Le cumul annuel moyen de précipitations est de 715 mm, avec 11,3 jours de précipitations en janvier et 8,6 jours en juillet. Pour la période 1991-2020, la température moyenne annuelle observée sur la station météorologique la plus proche, située sur la commune d'Aulnois-sous-Laon à 14 km à vol d'oiseau, est de 11,0 °C et le cumul annuel moyen de précipitations est de 685,6 mm,. Pour l'avenir, les paramètres climatiques de la commune estimés pour 2050 selon différents scénarios d'émission de gaz à effet de serre sont consultables sur un site dédié publié par Météo-France en novembre 2022.

## Urbanisme

### Typologie
Au 1er janvier 2024, Courbes est catégorisée commune rurale à habitat très dispersé, selon la nouvelle grille communale de densité à 7 niveaux définie par l'Insee en 2022.
Elle est située hors unité urbaine et hors attraction des villes,.

### Occupation des sols
L'occupation des sols de la commune, telle qu'elle ressort de la base de données européenne d'occupation biophysique des sols Corine Land Cover (CLC), est marquée par l'importance des territoires agricoles (94,7 % en 2018), une proportion identique à celle de 1990 (94,7 %). La répartition détaillée en 2018 est la suivante : 
terres arables (74,8 %), prairies (19,9 %), zones industrielles ou commerciales et réseaux de communication (5,3 %).
L'évolution de l'occupation des sols de la commune et de ses infrastructures peut être observée sur les différentes représentations cartographiques du territoire : la carte de Cassini (XVIIIe siècle), la carte d'état-major (1820-1866) et les cartes ou photos aériennes de l'IGN pour la période actuelle (1950 à aujourd'hui).

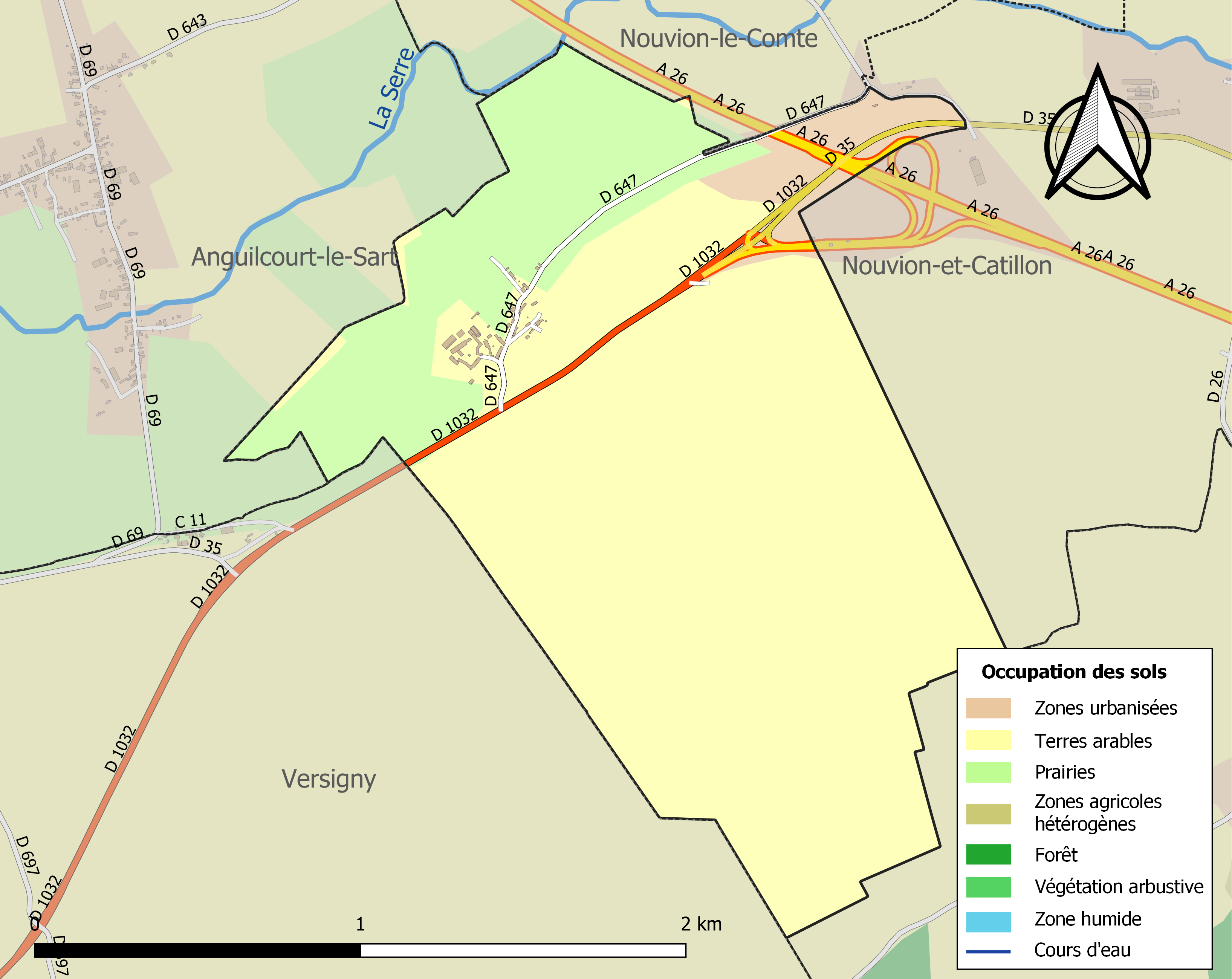
Carte des infrastructures et de l'occupation des sols de la commune en 2018 (CLC).

## Toponymie
Le nom du village apparaît pour la première fois en l'an 1115, sous l' appellation latine de In villa que dicitur Curbis dans une charte de l'abbaye Saint-Vincent de Laon, ensuite Curbe, In territorio de Courbes, Courbe sans le S final sur la carte de Cassini vers 1750 et enfin l'orthographe actuelle Courbes au XIXe siècle.

L'étymologie de ce toponyme provient de l'ancien français courbe qui signifie : le méandre ; et par extension l'endroit situé près du méandre de la rivière la Serre.

## Histoire
|  |

Le domaine de Courbes a été donné en 1115 par Helvier, veuve d'Ebert, vidame du Laonnois à l'abbaye Saint-Vincent de Laon.

La paroisse dépendait de la cure du Sart.
Carte de Cassini

La carte de Cassini montre qu'au XVIIIe siècle, Courbe était une paroisse succursale du Sart située sur la rive gauche de la Serre.

## Politique et administration

### Découpage territorial
La commune de Courbes est membre de la communauté d'agglomération Chauny-Tergnier-La Fère, un établissement public de coopération intercommunale (EPCI) à fiscalité propre créé le 1er janvier 2017 dont le siège est à Chauny. Ce dernier est par ailleurs membre d'autres groupements intercommunaux.
Sur le plan administratif, elle est rattachée à l'arrondissement de Laon, au département de l'Aisne et à la région Hauts-de-France. Sur le plan électoral, elle dépend du  canton de Tergnier pour l'élection des conseillers départementaux, depuis le redécoupage cantonal de 2014 entré en vigueur en 2015, et de la première circonscription de l'Aisne  pour les élections législatives, depuis le dernier découpage électoral de 2010.

### Administration municipale
Le nombre d'habitants de la commune étant inférieur à 100, le nombre de membres du conseil municipal est de 7.

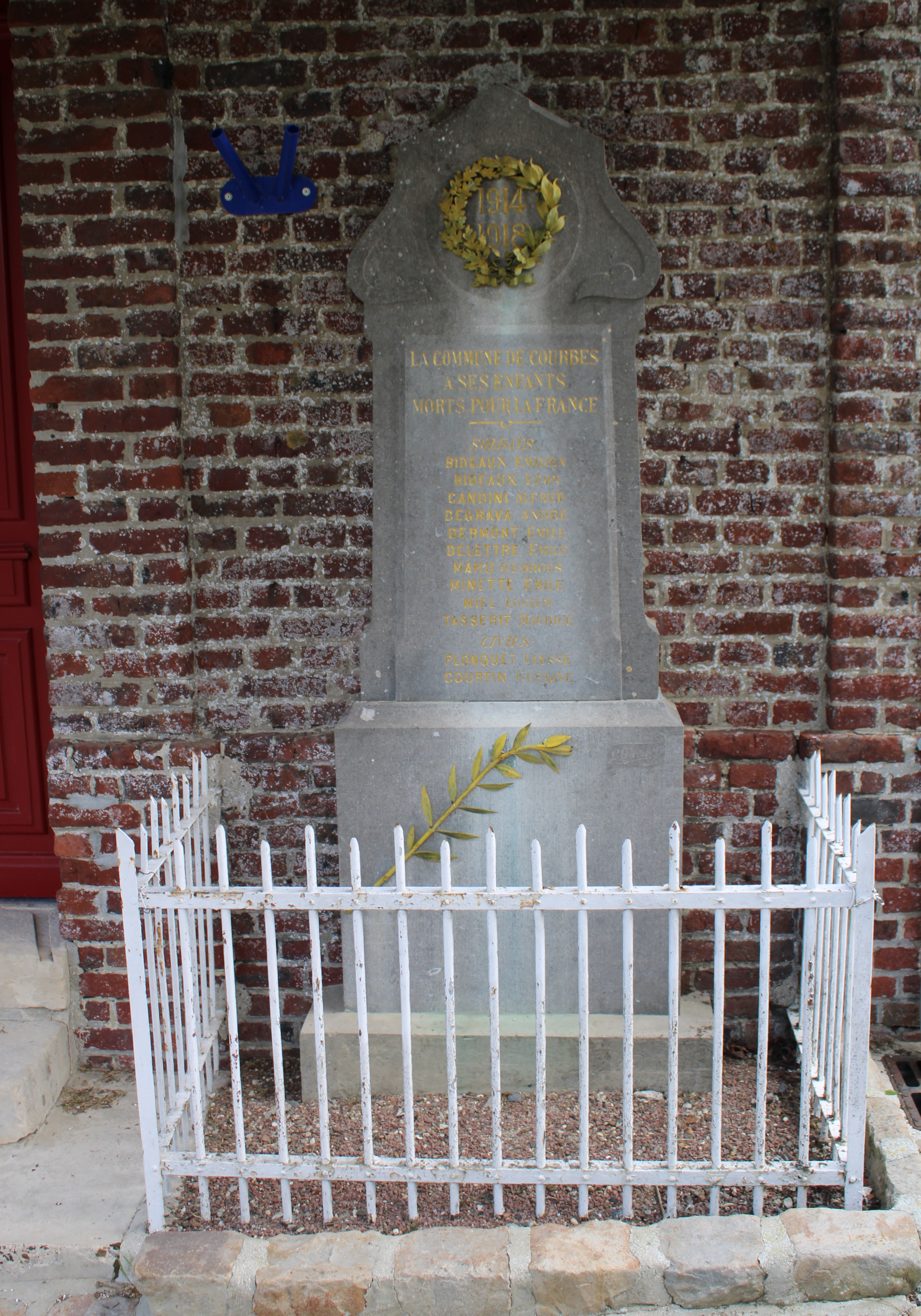
Le monument aux morts accolé au mur de la mairie.

#### Liste des maires
| Période                                  | Période                       | Identité      | Étiquette | Qualité                                                    |
| ---------------------------------------- | ----------------------------- | ------------- | --------- | ---------------------------------------------------------- |
| Les données manquantes sont à compléter. |                               |               |           |                                                            |
| mars 2001                                | En cours (au 12 juillet 2020) | Monique Laval | LR        | Retraitée de l'agriculture Réélu pour le mandat 2020-2026, |

## Démographie
L'évolution du nombre d'habitants est connue à travers les recensements de la population effectués dans la commune depuis 1793. Pour les communes de moins de 10 000 habitants, une enquête de recensement portant sur toute la population est réalisée tous les cinq ans, les populations de référence des années intermédiaires étant quant à elles estimées par interpolation ou extrapolation. Pour la commune, le premier recensement exhaustif entrant dans le cadre du nouveau dispositif a été réalisé en 2006.

En 2022, la commune comptait 39 habitants, en évolution de +30 % par rapport à 2016 (Aisne : −1,97 %, France hors Mayotte : +2,11 %).
| 1793 | 1800 | 1806 | 1821 | 1831 | 1836 | 1841 | 1846 | 1851 |
| ---- | ---- | ---- | ---- | ---- | ---- | ---- | ---- | ---- |
| 56   | 64   | 78   | 74   | 82   | 87   | 82   | 87   | 72   |

| 1856 | 1861 | 1866 | 1872 | 1876 | 1881 | 1886 | 1891 | 1896 |
| ---- | ---- | ---- | ---- | ---- | ---- | ---- | ---- | ---- |
| 88   | 85   | 88   | 95   | 90   | 81   | 92   | 81   | 97   |

| 1901 | 1906 | 1911 | 1921 | 1926 | 1931 | 1936 | 1946 | 1954 |
| ---- | ---- | ---- | ---- | ---- | ---- | ---- | ---- | ---- |
| 82   | 78   | 58   | 45   | 52   | 63   | 44   | 63   | 65   |

| 1962 | 1968 | 1975 | 1982 | 1990 | 1999 | 2006 | 2011 | 2016 |
| ---- | ---- | ---- | ---- | ---- | ---- | ---- | ---- | ---- |
| 45   | 42   | 33   | 33   | 40   | 31   | 35   | 34   | 30   |

| 2021 | 2022 | - | - | - | - | - | - | - |
| ---- | ---- | - | - | - | - | - | - | - |
| 37   | 39   | - | - | - | - | - | - | - |

## Culture locale et patrimoine

### Lieux et monuments

#### L'égliseSaint-Quentinde Courbes

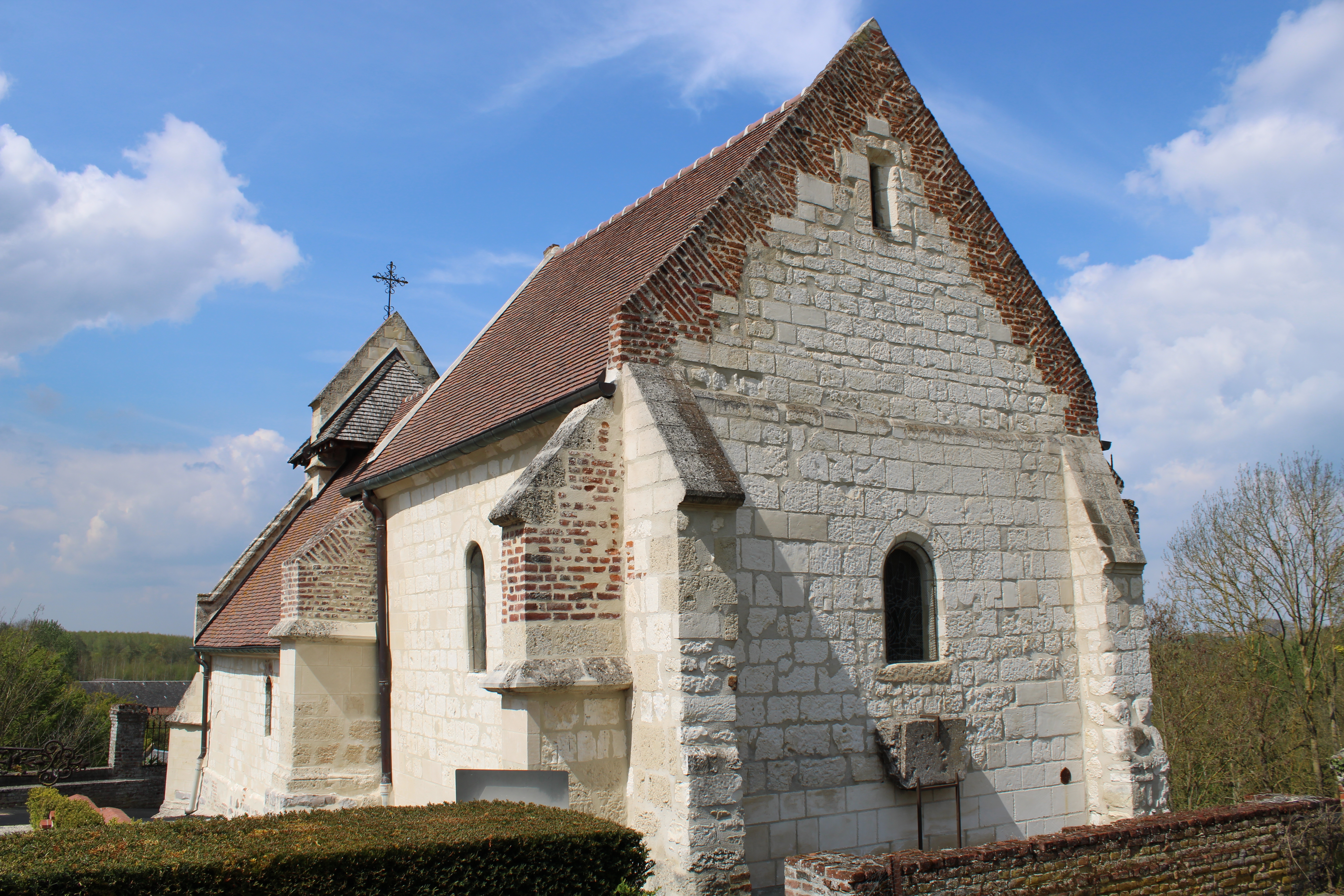
Le chœur de l'église en pierre calcaire avec une ouverture de style roman.
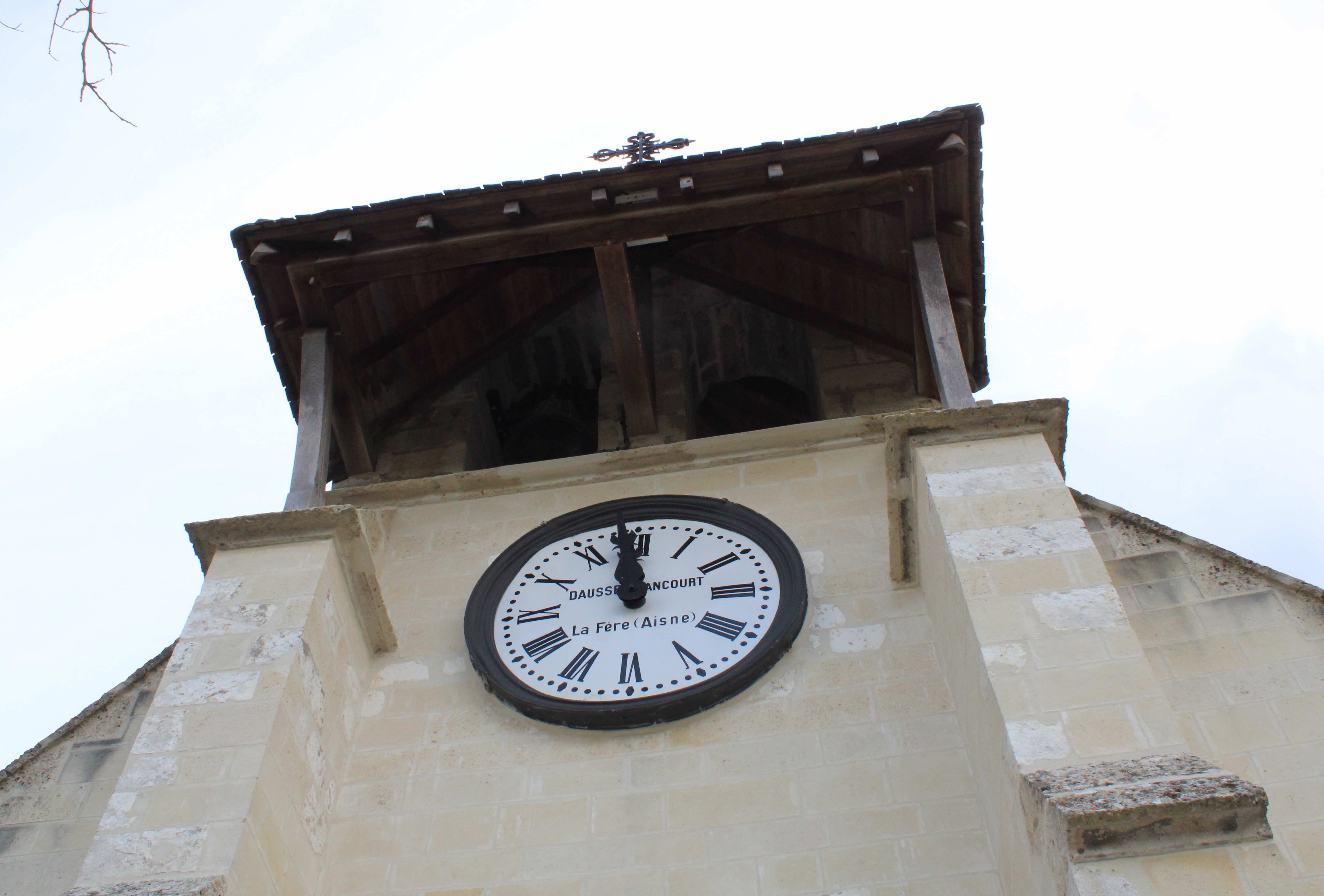
Le clocher.
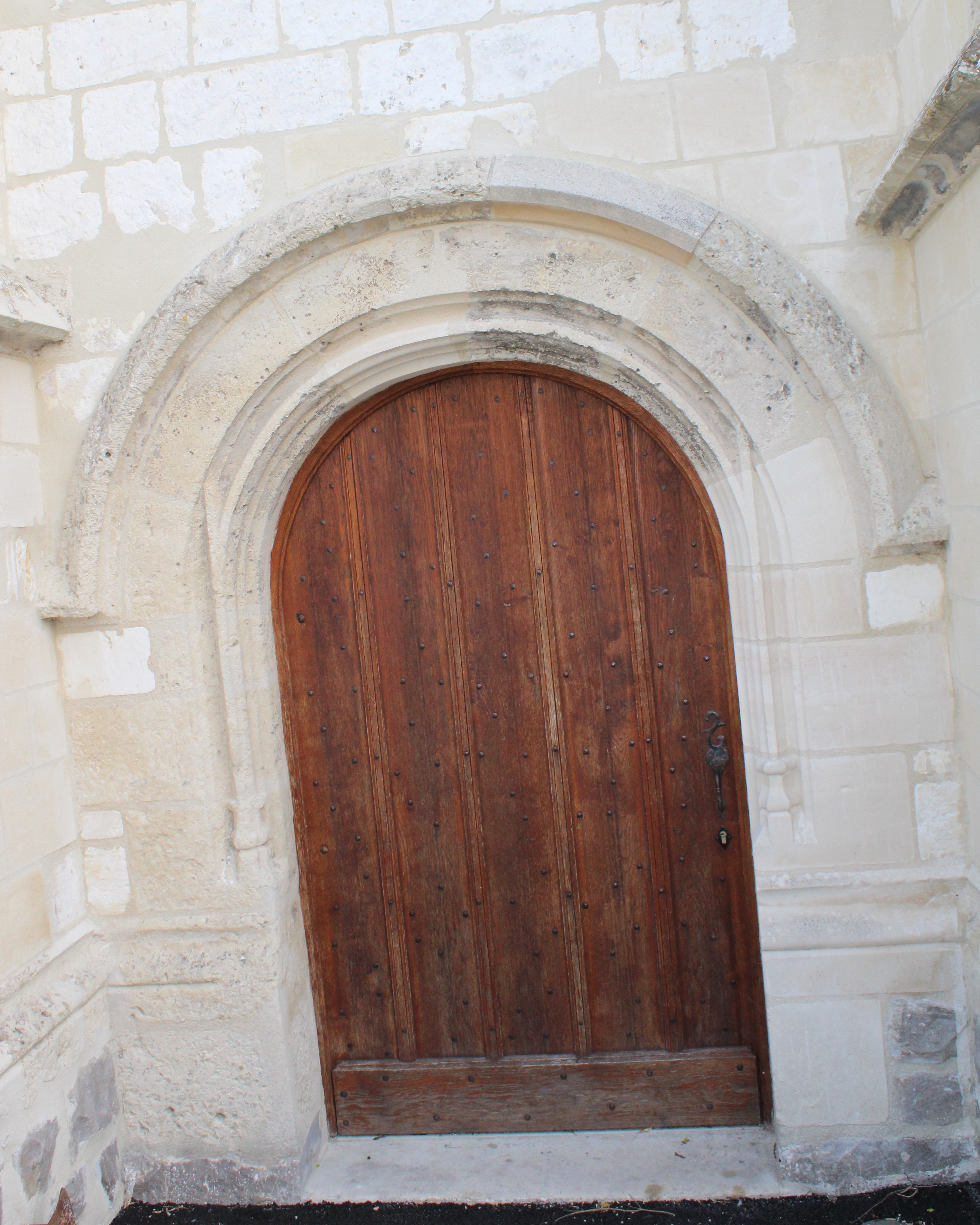
Le portail de style roman de l'église.
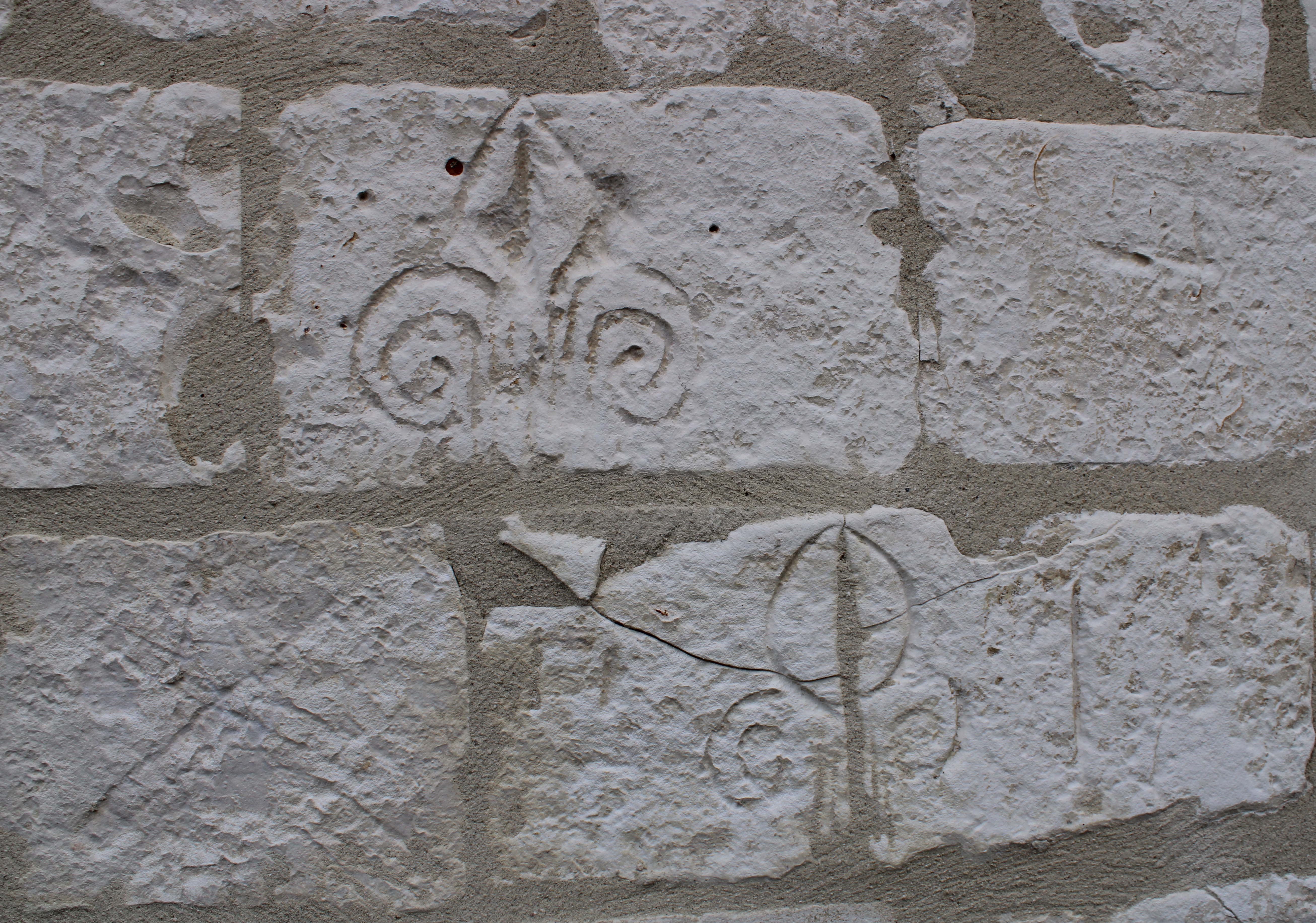
Marques de tailleur de pierre sur les murs de l'église.
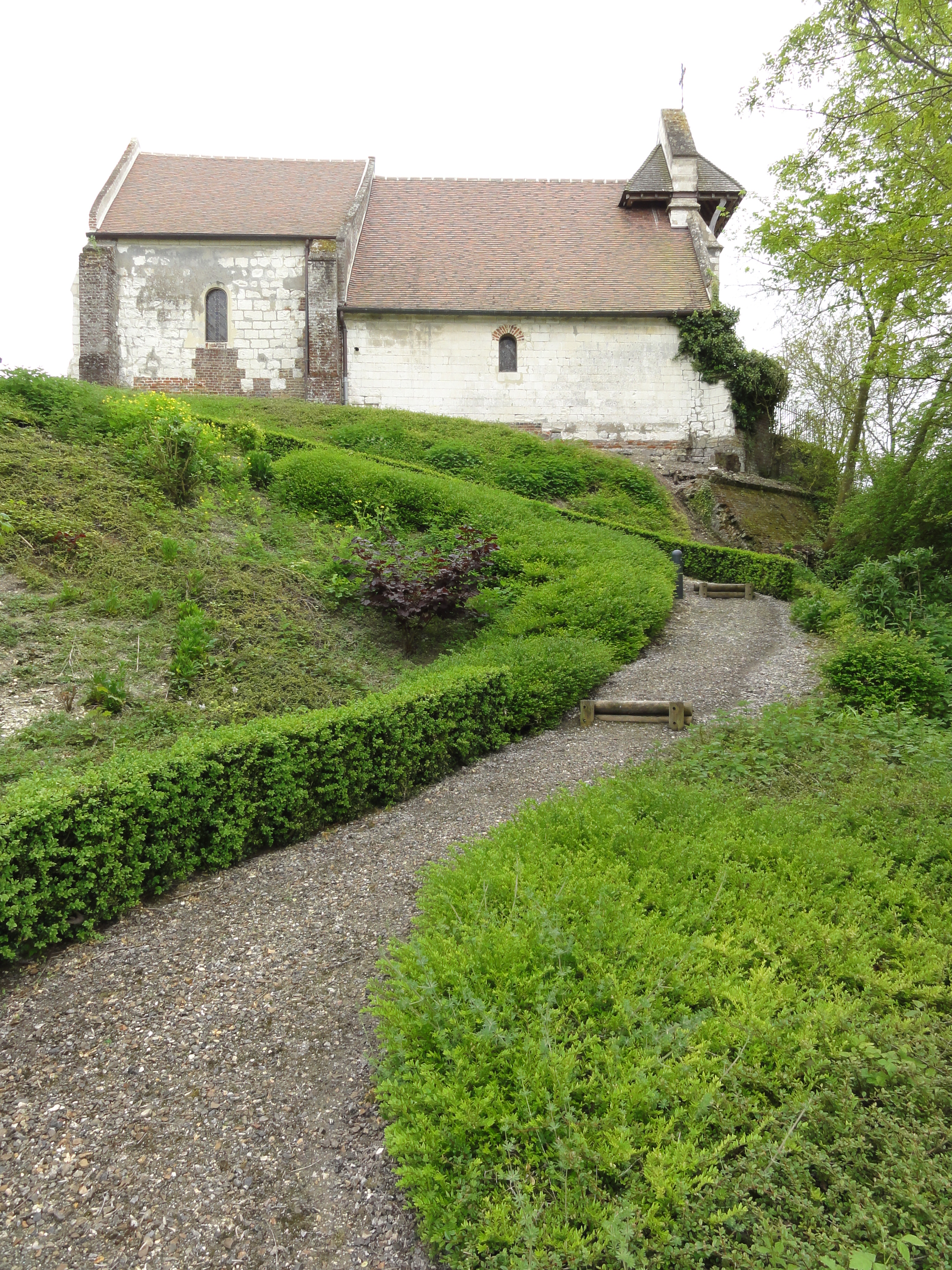
L'église bâtie sur les hauteurs du village.

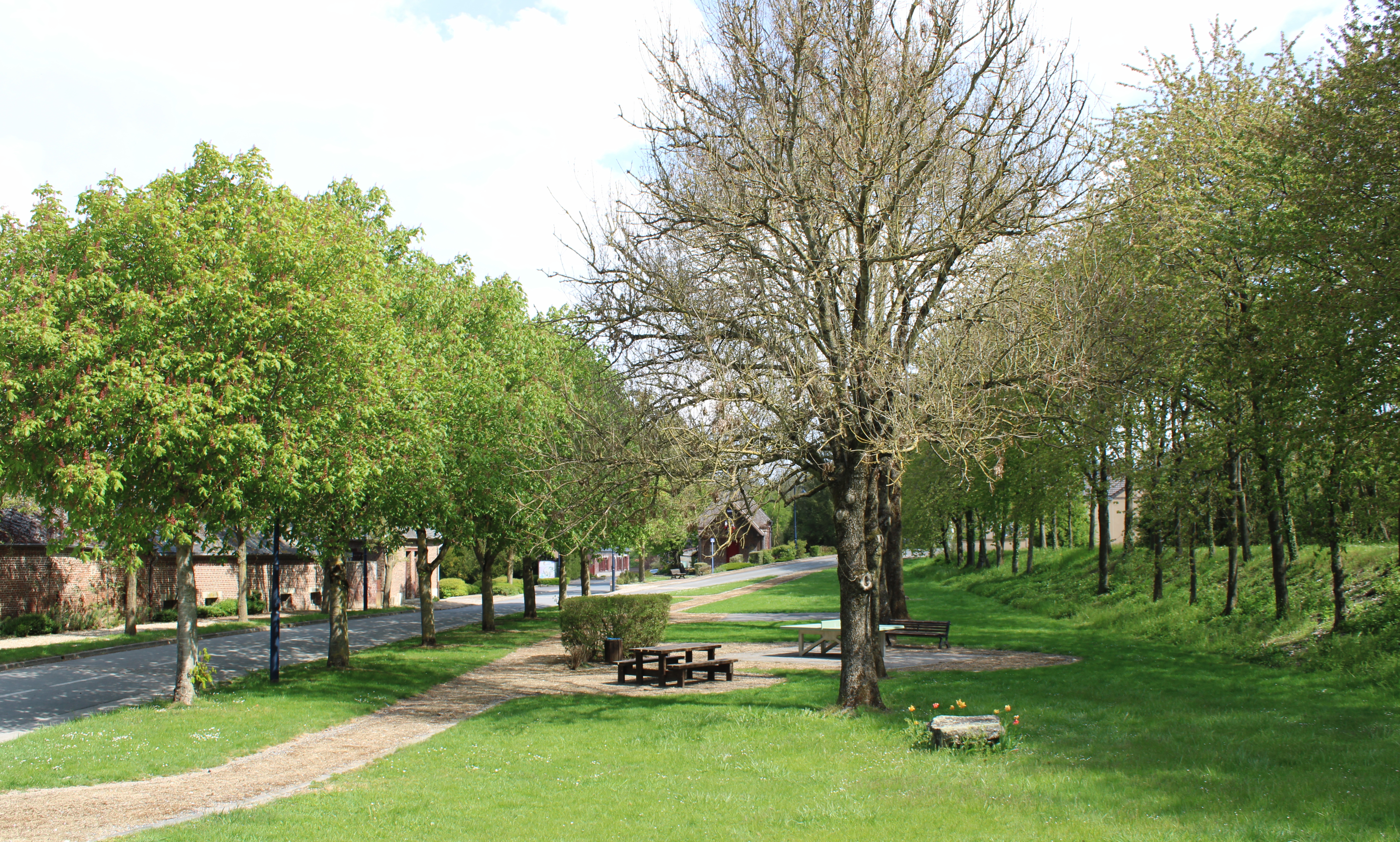
La place.
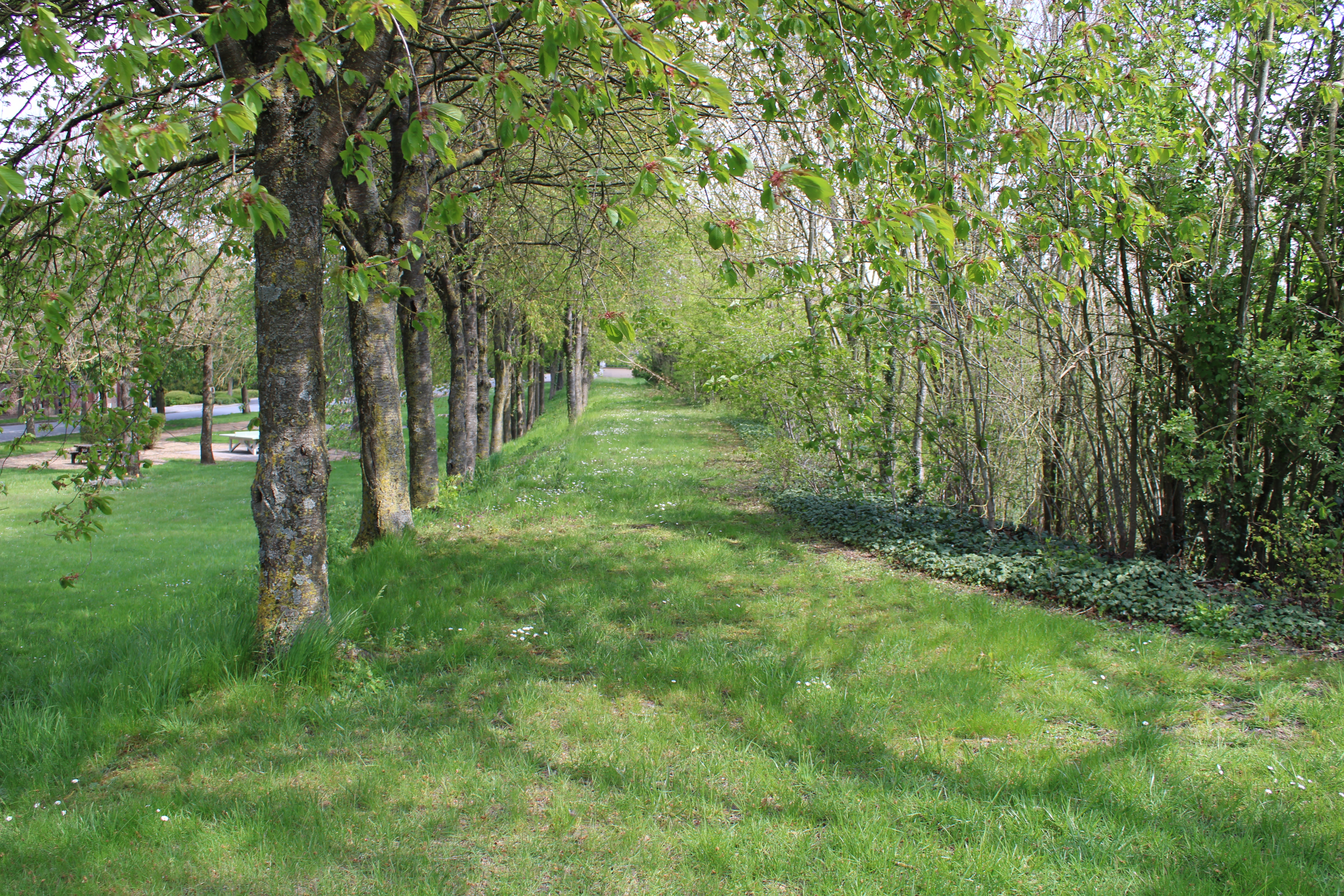
Tracé de l'ancienne ligne de Dercy-Mortiers à Versigny qui passait au sud-est de la place
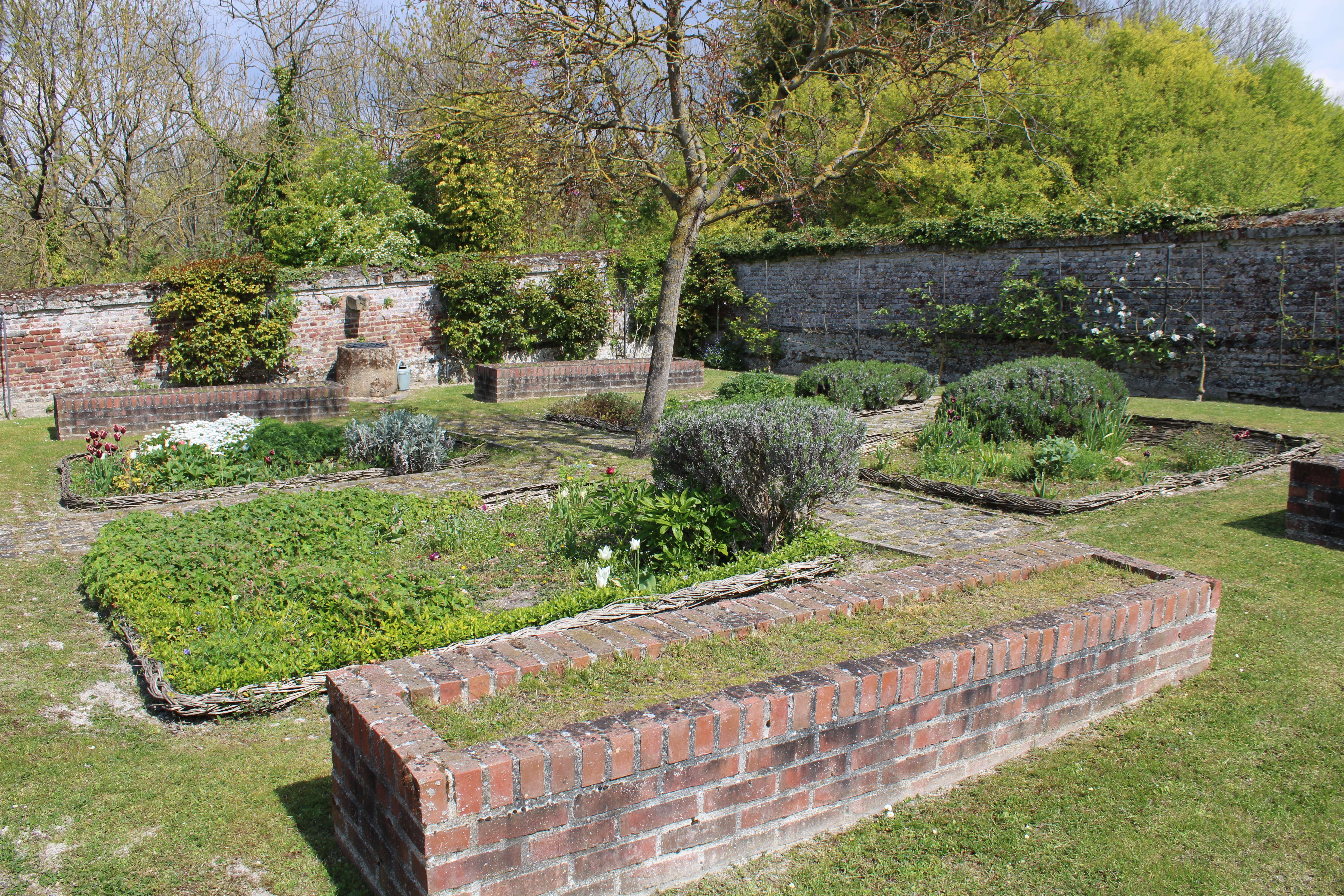
Le jardin de curé dans le cimetière.
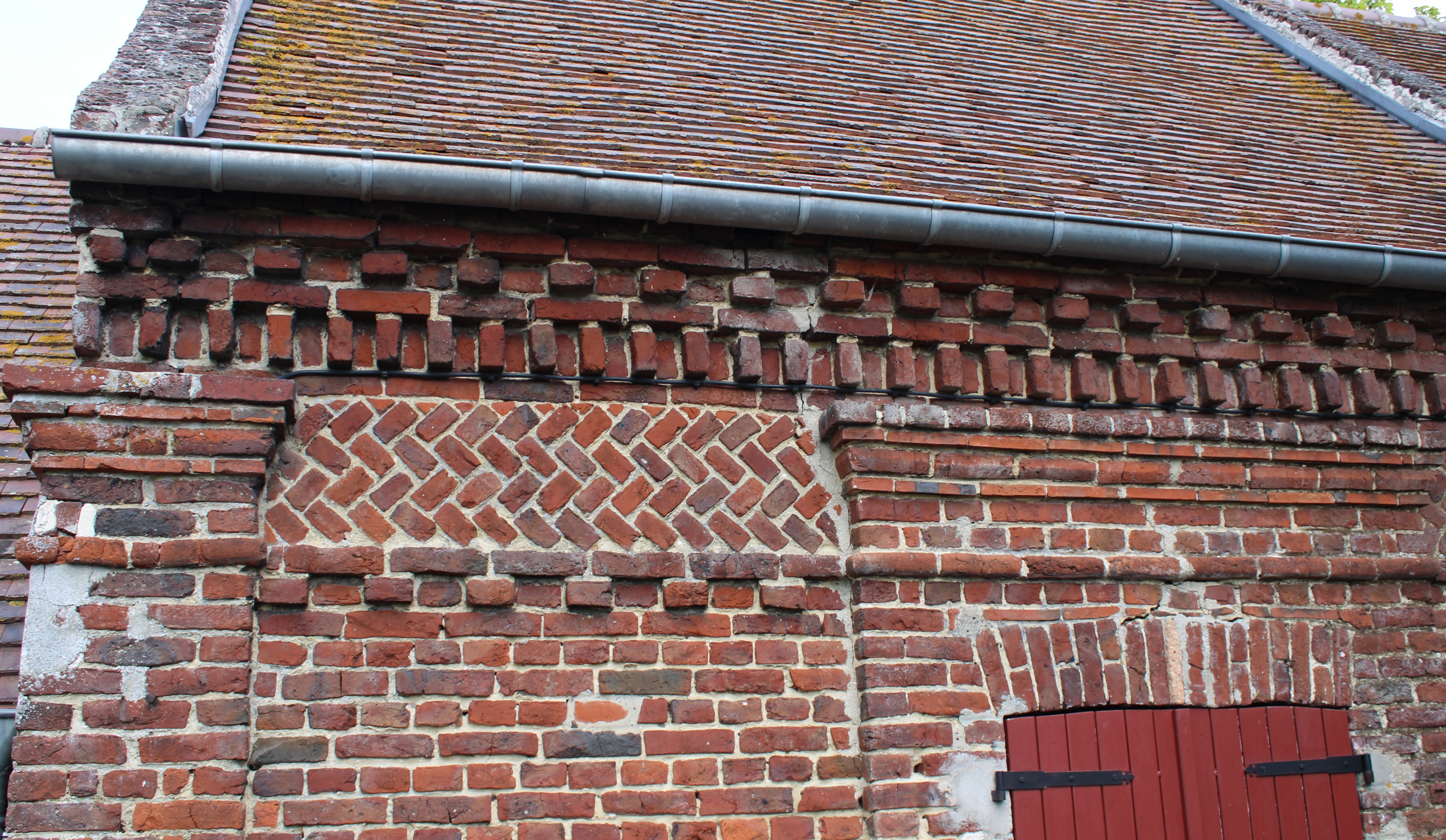
Agencement de briques sur le mur de la mairie.
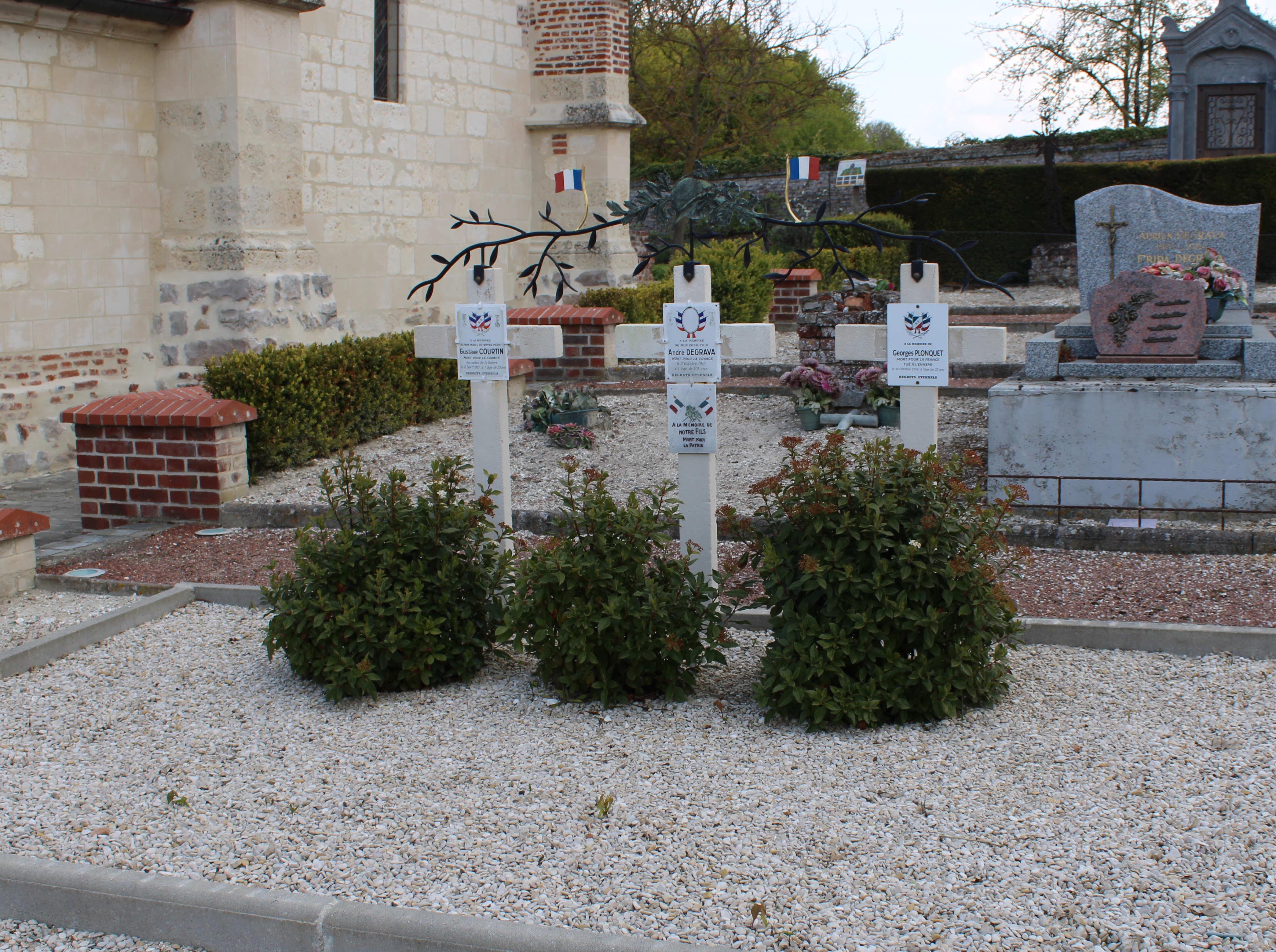
Carré militaire dans le cimetière.

## Pour approfondir